# Pseudoplesiops rosae
Pseudoplesiops rosae, thường được gọi là cá đạm bì đảo Rose, là một loài cá biển thuộc chi Pseudoplesiops trong họ Cá đạm bì. Loài này được mô tả lần đầu tiên vào năm 1943.
Từ rosae là tên gọi của đảo san hô Rose, thuộc Samoa thuộc Mỹ.

## Phân bố và môi trường sống
P. rosae phân bố rộng khắp phía tây Thái Bình Dương, từ Maldives đến quần đảo Samoa; phía bắc đến đảo Yakushima (Nhật Bản); phía nam đến tây bắc Úc và phía nam rạn san hô Great Barrier. P. rosae thường sống xung quanh các rạn san hô gần bờ hoặc trong những hốc đá ngầm, nơi có sự phát triển phong phú của các loài động vật không xương sống, ở độ sâu khoảng 20 m trở lại.

## Mô tả
P. rosae trưởng thành dài khoảng 3 cm. Đầu của P. rosae có màu vàng tươi, chuyển thành vàng cam ở mõm. Mống mắt màu đỏ tươi với đồng tử màu xanh lục. Từ sau đầu trở đi, thân của P. rosae có màu nâu pha hồng. Càng lớn, P. rosae càng có nhiều màu hồng hơn. P. rosae khá nhát và hiếm khi được nhìn thấy.
Số ngạnh ở vây lưng: 1; Số vây tia mềm ở vây lưng: 22 - 23; Số ngạnh ở vây hậu môn: 1; Số vây tia mềm ở vây hậu môn: 13 - 14.
Thức ăn của P. rosae là những động vật không xương sống nhỏ. Loài này được đánh bắt trong ngành thương mại cá cảnh.